# Окси ле Шато
Окси ле Шато (фр. Auxi-le-Château) насеље је и општина у североисточној Француској у региону Север-Па де Кале, у департману Па де Кале која припада префектури Арас.
По подацима из 2011. године у општини је живело 2883 становника, а густина насељености је износила 106,46 становника/km². Општина се простире на површини од 27,08 km². Налази се на средњој надморској висини од 34 метара (максималној 138 m, а минималној 25 m).

## Демографија
| 1962. | 1968. | 1975. | 1982. | 1990. | 1999. | 2011. |
| ----- | ----- | ----- | ----- | ----- | ----- | ----- |
| 3.063 | 3.099 | 3.229 | 3.187 | 3.051 | 3.065 | 2.883 |

График промене броја становника у току последњих година